# 超超超超超喜歡你的100個女朋友
《超超超超超喜歡你的100個女朋友》（簡稱「／ Hyakkano」）是由中村力斗原作、野澤由紀子（野澤ゆき子）作畫的日本漫畫。開始連載於《週刊Young Jump》2020年第4、5合併號；由2020年8月20日起於網上漫畫平台少年Jump+同時連載，逢星期四更新。
2023年3月13日宣布將改編為動畫，於2023年10月至12月播出。第1季播畢後，宣布將製作第2季，于2025年1月至3月播出。

## 故事大綱
愛城戀太郎在國中畢業前已經有向一百位女孩告白，並遭到拒絕的經驗。畢業前那天在神社遇見神明，得知自己如此慘澹的戀愛運，是因為神明不小心將他人生中「真命天女」的數目加多了兩個零，写成了100人。神明也告訴他由於一般人只有一個命中注定的對象，所以若他沒有跟對方實現戀情，對方就會遭遇不幸，然後死亡。戀太郎在升上高中後首日，就遇見他頭兩個「命運之人」——花園羽香里、院田唐音。她們兩人對戀太郎一見鍾情，而戀太郎也決定同時跟兩人交往。隨故事進展，戀太郎也和越來越多女性發展成多邊戀關係。

## 角色列表
- 聲優以電視動畫／ASMR出演順序排列。

### 戀太郎家族

#### 主角
愛城戀太郎（Aijo Rentaro，配音：加藤涉、天海由梨奈（0歲））
本作主角。生日5月1日。15歲。
花之蜜大學附屬高中1年4班。在正篇故事開始時已失戀一百次，他向神明許願後，受到神明過度加持，將在高中遇見一百位女友。戀太郎真心對待他所有的女友，儘管方式有些極端，但也會讓每個女友都感到開心。他和他的女友們合稱「戀太郎家族」。行動力驚人，並且為了女友可以發揮出超越人類的力量，觀察力強且非常細心，了解每位女友的小習慣，經常幫忙解決女友們的煩惱。

#### 女友們（第1－10位）
花園羽香里（Hanazono Hakari，配音：本渡楓／上田麗奈）
戀太郎的最初女友之一，漫畫第1話，動畫第1話登場。生日6月22日。15歲。
花之蜜大學附屬高中1年4班。她的家境富裕，儀表端莊，溫柔可愛，有著一頭粉色短髮，總是戴著花朵頭飾。身材豐滿，巨乳且右臀後方大腿內側有顆痣，個性好色。是個戀愛腦，會無條件地表現出對戀太郎的痴迷，常在戀愛中耍小心思展現自己的魅力。和院田唐音一同作為戀太郎最初結交的女友，兩人也是經常互相關心和鬥嘴的損友關係（對戀太郎還讓新女友加入的態度，唐音表示羽香里的腦子裡有必要加防腐劑）。雖然她尊敬她的母親羽羽里，但當母親成為戀太郎的女朋友時，她還是感到非常震驚。看到母親羽羽里的變態行徑時會露出難堪的表情。會和百八互相交換日記。
院田唐音（Inda Karane，配音：富田美憂／白石晴香）
戀太郎的最初女友之一，漫畫第1話，動畫第1話登場。生日9月9日。15歲。
花之蜜大學附屬高中1年4班。B（无限接近A）罩杯，金髮雙馬尾，貧乳，典型的傲嬌，似乎擅長格鬥技。害羞的時候可能訴諸暴力行為來掩飾其害羞的心情，也常常因為這樣而直接或者間接性的導致戀太郎受傷，但本人不是有意為之的。當她受到表揚時會臉紅，並無意識地用手指捻弄辮子末端。通常直呼戀太郎和他的其他女朋友的名字，無論她們比他年輕還是年長（靜和凪乃除外，她最初用她們的姓氏“好本”和“榮逢”來稱呼她們）。
好本靜（Yoshimoto Shizuka，配音：長繩麻理亞／石見舞菜香）
戀太郎的第3位女友，漫畫第3話，動畫第2話登場。生日11月1日。15歲。
花之蜜大學附屬高中1年4班。身材小巧玲瓏且愛好閱讀的無口少女，能對各種書籍倒背如流，並且不太擅長正常開口發聲表達，所以會指書中對應的句子來與他人溝通。因此她的同學把她當成怪人，也遭到了母親（配音：米澤圓）的責罵，導致她長期失去自信、陷入孤立。在戀太郎建議她用手機內建一款APP的小說朗讀程式，能靠它以便在與他人說話時，表達自己當下的內心想法。
榮逢凪乃（Eiai Nano，配音：瀨戶麻沙美／陶山惠實里）
戀太郎的第4位女友，漫畫第6話，動畫第5話登場。生日3月14日。15歲。
花之蜜大學附屬高中1年4班。高挑且身材姣好的美少女，有著一頭銀色長髮，對自己的身材有相當程度的自信，十分理性且冷靜，講求效率且冰雪聰明。由於時常保持全年級各項科目滿分榜首，因此有傳聞她其實是AI人工智能機器人（日文名諧音梗）但被證實為謠言，有懼高症（但本人解釋該情緒反應為對生命受到高度威脅的本能恐懼），在情感表達方面略微笨拙。由於個性相當理性的關係，平時不太會將情感顯現在臉上，但戀太郎看得出其中的差別。稱呼他人時基本上都是直呼全名。反應很快，會感知他人的敵意（但無法感知靜）。
藥膳楠莉（Yakuzen Kusuri，配音：朝井彩加／金元壽子）
戀太郎的第5位女友，漫畫第10話，動畫第7話登場。生日4月18日。18歲。
花之蜜大學附屬高中3年3班，化學社社長，擅長製造各種古怪的藥。對戀太郎一見鍾情，雖是高中三年級的學姐，但因為服用長生不老藥的失敗品，常態外表似8歲小女孩，講話帶有特殊尾音，真身是和凪乃一樣高挑又身材姣好的大美女，有著一頭鮮紅色的長髮，左胸口有一顆痣，但恢復成真身時帶有近視，需要戴眼鏡矯正，也因為真身長髮跟近視帶來的不便會讓她無法順利完成實驗，所以她也不常恢復成真身的模樣。由於實驗失敗常常闖禍導致化學社至今只剩下她一個人，是個麻煩製造者，因為現在愛上戀太郎，也害怕為他帶來麻煩而被戀太郎討厭是她最不想看到的，所以下定決心不再研究藥品，但這想法後來被戀太郎極力阻止，同時也變得更愛他了。
花園羽羽里（Hanazono Hahari，配音：上坂堇）
戀太郎的第6位女友，漫畫第15話，動畫第9話登場。生日5月12日。
29歲，羽香里的母親。有著一頭粉色長髮且比羽香里更誇張的巨乳，跟羽香里一樣好色，左眼角下方有一顆淚痣，13歲時不顧全家人的目光下未婚生子（情人癌末所以希望留下他的種），深深體會過失去戀人（羽香里的父親，配音：石田彰）的苦痛，而且認為羽香里跟戀太郎這種腳踏好幾條船的輕浮男子不會有未來，因此不能接受女兒的戀情，同時不希望自己的女兒也步上自己的後塵受到不幸的結局，所以想盡辦法要拆散羽香里與戀太郎，對戀太郎做出各種真心話的拷問都被戀太郎突破難關。在知道戀太郎跟羽香里及其他女友都是真心相愛後不再阻撓，後來連自己也愛上戀太郎，並收購他所就讀的高中，成為理事長。
擁有本作暫定最大的乳房之人。
原賀胡桃（Haraga Kurumi，配音：進藤天音）
戀太郎的第7位女友，漫畫第24話，動畫第13話正式登場。生日9月3日。14歲。
花之蜜大學附屬初中3年2班。戀太郎第一個中學生及晚輩的女朋友。食量很大的中學生，擁有食慾旺盛很容易餓的體質，肚子餓的時候肚子就會叫就是她的特徵。她在肚子餓時脾氣暴躁，吃飽後則個性溫和。在戀太郎家族裡僅次於唐音負責吐槽的人。
銘戶芽衣（Meido Mei，配音：三森鈴子）
戀太郎的第8位女友，漫畫第18話，動畫第11話登場。生日5月10日。19歲。
花園家的女僕。對羽羽里絕對忠誠，基本上雙眼緊閉，很少張開雙眼，只有在情緒起伏大時才會睜開眼睛，她的虹膜是彩虹色的。當羽香里準備從房間的窗戶上跳下去的時候匆忙趕來通知羽羽里。另外她也是動畫裡唯一能開著勞斯萊斯甩尾的女駕駛。
須藤育（Sutou Iku，配音：高橋李依）
戀太郎的第9位女友，漫畫第33話登場，動畫第17話正式登場。生日1月9日。15歲。
花之蜜大學附屬高中1年3班。高中女子棒球社的唯一成員，很有男子氣概，是個自虐狂，過於熱衷於磨鍊自己，至被虐傾向很嚴重。
美杉美美美（Utsukushisugi Mimimi，配音：Lynn）
戀太郎的第10位女友，漫畫第39話登場，動畫第19話正式登場。生日3月3日。16歲。
花之蜜大學附屬高中2年2班。極度自戀，並為了讓自己更美而付出許多努力。和凪乃是國中校友，試圖想與她交朋友，偷偷給對方報名校內的選美大賽，美美美在比賽後遺憾落選，並向成為冠軍的凪乃搭話，卻被對方以「交朋友無意義」為由回絕，有此經歷使得美美美一直意難平（戀太郎無意間爆雷）。因跟凪乃互相比「美」這件事而發出挑戰，經過一番比較後，凪乃向美美美為國中時的冷漠道歉，表明事到如今才認識到曾經捨棄之物的珍貴，還請求與美美美成為朋友而就此釋懷。

#### 女友們（第11－20位）
華暮愛愛（Kakure Meme，配音：高尾奏音）
戀太郎的第11位女友，漫畫第45話登場，動畫第22話正式登場。生日10月10日（和騎士華同一天）。15歲。
花之蜜大學附屬高中1年4班。她盡可能地不想引人注意，刘海總是遮住眼睛。興趣是編織，而且手藝很靈巧。尤其擅長製作鉤針編織玩具。隱藏巨乳，真容在機緣巧合下被美美美看到，令其目瞪口呆並向愛愛索要美麗秘訣。
伊院知與（Iin Chiyo））
戀太郎的第12位女友，漫畫第51話登場。生日10月1日。12歲。
花之蜜大學附屬初中1年1班，戀太郎的表妹。她有潔癖，在眼鏡搞丟時會非常焦慮。個性極為認真，在加入戀太郎家族，接觸到的前輩都是性格古怪但善良的人後，漸漸變得圓滑。
大和撫子／娜迪（Yamato Nadeshiko／Naddy）
戀太郎的第13位女友，漫畫第57話登場。生日2月11日。24歲。
自稱美國人的新任教師，實際上是憧憬美國文化的日本人。平常行為和言談都受到美國的影響，但也有體現出她從小受到的日本舞蹈和劍道等教育的影響。原本目标是成为英语老师，但实际上英语并不好，反而拥有良好的国语基础，而成为国语老师。
優敷山女（Yasashiki Yamame）
戀太郎的第14位女友，漫畫第64話登場。生日8月11日。15歲。
花之蜜大學附屬高中1年3班。身高兩公尺、愛好自然的少女，連雜草都視之為珍寶。因為曾目睹森林火災而有恐火症。
茂見紅葉（Momi Momiji）
戀太郎的第15位女友，漫畫第69話登場。生日4月8日。14歲。
花之蜜大學附屬初中3年2班。擅長按摩，她的按摩會使人進入極度幸福的狀態。有觸覺癖，喜歡觸摸柔軟的物體，尤其是女性的胸部。
性格古靈精怪且難以捉摸，為了按摩而鍛鍊出不俗的握力，且能夠憑藉一張床單在空中滑翔，但有著長時間不按摩就會焦慮、甚至掉髮的弱點。
藥膳屋久（Yakuzen Yaku）
戀太郎的第16位女友，漫畫第75話登場。生日8月9日。89歲（外貌8歲）。
楠莉的祖母，因為服用了楠莉製造的長生不老藥的失敗品，外觀似8歲女孩。
土呂瀞騎士華（Torotoro Kishika）
戀太郎的第17位女友，漫畫第81話登場。生日10月10日（和愛愛同一天）。18歲。
花之蜜大學附屬高中3年3班。學校劍道社的社長，她的自尊心強，但其實渴望被人寵愛。
在戀太郎家族裡僅次於唐音與胡桃負責吐槽的人。
毛樽井亞愛子衣（Kedarui Ashi）
戀太郎的第18位女友。漫畫第87話登場。生日2月5日。15歲。
花之蜜大學附屬高中1年1班。喜歡可愛布偶的辣妹。無法控制自己的表情，在任何情況下都會傻笑，唯有很熟悉她的人才能通過表情讀懂她的情感。
中二詩人（Nakaji Uto）
戀太郎的第19位女友，漫畫第94話登場。生日5月16日。13歲。
花之蜜大學附屬初中2年級。自認是吟遊詩人的中二病，但吹奏陶笛的技巧很糟糕。很害怕突然而來的驚嚇。
女井戶妹（Meido Mai）
戀太郎的第20位女友，漫畫第31、101話，動畫第16話登場。生日9月6日。15歲。
銘戶芽衣的師妹，當芽衣做戀太郎的一日女僕的時候，暫時頂替芽衣服侍羽羽里，原本因為仰慕芽衣而厭惡戀太郎，並且避免跟戀太郎有任何的眼神接觸，之後對戀太郎抱有好感。

#### 女友們（第21－30位）
盆能寺百八（Bonnoji Momoha）
戀太郎的第21位女友，漫畫第108話登場。生日10月8日。27歲。
在學校搭帳篷生活的社會科老師，負責教授倫理課程。雖是酗酒、好賭、邋遢的縱慾之徒，但非常重視關心自己的人。會和羽香里互相交換日記。
灰尾凜（Baio Rin）
戀太郎的第22位女友，漫畫第115話登場。生日8月10日。13歲。
花之蜜大學附屬初中2年級。對暴力有強烈癖好的小提琴手。她的父母都是小提琴家，她也從小接受音樂教育，某日無意間觀看後便非常熱衷於暴力相關的事物。她的姓名是雙關語，發音與小提琴（violin）、暴力（violence）相近。
一二三數（Hifumi Su）
戀太郎的第23位女友，漫畫第123話登場。生日1月23日。15歲。
花之蜜大學附屬高中1年1班。熱愛數字的少女，曾嘗試以身體姿勢模仿數字，但只能模仿個位數，因為可以和戀太郎模仿二位數的外型而和他交往。
火保耶拉（Kaho Eira）
戀太郎的第24位女友，漫畫第132話登場。生日8月3日。19歲。
花之蜜大學2年級。巴西與日本混血，擅長卡波耶拉，害怕無法以物理攻擊的東西，例如打雷、蟲子和嬰兒的哭聲，但只要能以踢擊對付，她就顯得天不怕地不怕。
貓成珠（Nekonari Tama）
戀太郎的第25位女友，漫畫第141話登場。生日2月22日。21歲。
自稱「曾是人類的貓」，原本是上班族，因為對工作感到厭煩而產生企圖自殺，但又認為與其轉世成貓，不如在往後餘生便以貓的身分過活，便辭去工作後當一隻貓，最終因存款見底而流落街頭，並因此遇見戀太郎。
才奇姬歌（Saiki Himeka）
戀太郎的第26位女友，漫畫第150話登場。生日10月31日。15歲。
花之蜜大學附屬高中1年6班。藝名「奇姬」，自認與公認的天才歌手，小時候被別人稱為唱歌天才，某一天見到米津玄師的奇行後，便認為模仿奇行的人更能讓別人感到帥氣，此後便開始刻意追求奇怪的行為，因此相當喜愛天天都能引發奇行的戀太郎及戀太郎家族成員。
出井祭李（Dei Matsuri）
戀太郎的第27位女友，漫畫第159話登場。生日8月15日。12歲。
花之蜜大學附屬初中1年1班。熱愛日本祭典的哥特萝莉，英国與日本混血，继承了祖辈的炒面手艺，经常在祭典上身着哥特萝莉装帮祖父母卖炒面，说话有江户口音并夹带粗口作为语气助词。
宇佐美椎奈（Usami Shiina）
戀太郎的第28位女友，漫畫第168話登場。生日4月17日。16歲。
花之蜜大學附屬高中2年6班。將頭髮盤成兔耳狀，跑步速度也是猶如脫兔般快速。對孤身一人感到恐懼，因此钦慕戀太郎家族，長期关注恋太郎家族，並突然很自然地混入戀太郎家族之中。
口頭禪是「好寂寞」及「孤獨死了」。
雪房田夢留（Zetsubouda Meru）
戀太郎的第29位女友，漫畫第177話登場。生日11月30日。15歲。
花之蜜大學附屬高中1年6班。在成長過程中屢遭霸凌，並對社會感到絕望，儘管認為世界無藥可救，但在看到孩童因為閱讀童話故事而獲得希望後，她也受到啟發並成為童話繪本作家。
輩先（Tomogara Saki）
戀太郎的第30位女友，漫畫第186話登場。生日4月1日。18歲。
花之蜜大學附屬高中3年級的留級生。自稱學校的「裡番長」，並且非常渴望被當成前輩。

#### 女友們（第31－40位）
根向井寧夢（Nemui Nemu）
戀太郎的第31位女友，漫畫第195話登場。13歲。
花之蜜大學附屬初中2年級。继承了祖辈的制鞋手艺，随时随地都能睡着，但睡著之後也會夢遊並繼續行動。
端須蓮葉（Hasu Hasuha）
戀太郎的第32位女友，漫畫第204話登場。15歲
花之蜜大學附屬高中1年3班。自稱名偵探，嗅覺非常靈敏，初登場靠著氣味抓出內褲小偷，並能分辨戀太郎身上有31種女生的味道。
守北季鞠（Morikita Kimari）
戀太郎的第33位女友，漫畫第213話登場。27歲
花之蜜大學附屬高中的學生指導老師，從小在父母的教育下墨守成規，為人古板嚴厲，因此被身邊的人反感。但其實一直壓抑著自己的內心，渴望像他人一樣打破規則。
雙天彗流（Futate Eru）
戀太郎的第34位女友，漫畫第222話登場。
花之蜜大學附屬初中1年1班（與伊院知與、出井祭李同班）。梳着夸张双马尾的朋克萝莉，无法接受除双马尾外的任何发型。

### 其他配角
神明（配音：千葉繁）
告訴戀太郎命運之人的存在的“結緣神社”之神。留着漂亮的白鬍子、戴着天使風格的羽毛和光環的老人。命中註定的人每一個人本應只有一個人（或者也有不存在的人），但是神明一邊第一次看《天空之城》一邊工作，把數位弄錯了兩位數，給戀太郎設定了100個對象。
馬場杏（聲：鯨）
教導主任，前日本國家隊鉛球運動員，綽號「地球上最接近音速的老太婆」。由於外表和行為过于变态，因此被稱為怪物。会严格执行校規，任何在走廊上奔跑的學生都會受到她的舌吻懲罰。

## 出版書籍
| 卷數 | 集英社         | 集英社                 | 東立出版社    | 東立出版社             |
| 卷數 | 發售日期       | ISBN                   | 發售日期      | ISBN                   |
| ---- | -------------- | ---------------------- | ------------- | ---------------------- |
| 1    | 2020年4月17日  | ISBN 978-4-08-891533-3 | 2021年3月4日  | ISBN 978-957-26-6189-5 |
| 2    | 2020年6月19日  | ISBN 978-4-08-891569-2 | 2022年4月7日  | ISBN 978-957-26-6190-1 |
| 3    | 2020年9月18日  | ISBN 978-4-08-891656-9 | 2022年8月18日 | ISBN 978-957-26-8125-1 |
| 4    | 2020年12月18日 | ISBN 978-4-08-891736-8 | 2024年4月15日 | ISBN 978-626-347-494-9 |
| 5    | 2021年3月18日  | ISBN 978-4-08-891816-7 | 2024年8月5日  | ISBN 978-626-02-2064-8 |
| 6    | 2021年6月18日  | ISBN 978-4-08-892007-8 | 2025年3月13日 | ISBN 978-626-02-3493-5 |
| 7    | 2021年9月17日  | ISBN 978-4-08-892072-6 |               |                        |
| 8    | 2021年12月17日 | ISBN 978-4-08-892164-8 |               |                        |
| 9    | 2022年3月18日  | ISBN 978-4-08-892245-4 |               |                        |
| 10   | 2022年6月17日  | ISBN 978-4-08-892338-3 |               |                        |
| 11   | 2022年9月16日  | ISBN 978-4-08-892427-4 |               |                        |
| 12   | 2022年12月19日 | ISBN 978-4-08-892537-0 |               |                        |
| 13   | 2023年3月17日  | ISBN 978-4-08-892629-2 |               |                        |
| 14   | 2023年7月19日  | ISBN 978-4-08-892718-3 |               |                        |
| 15   | 2023年10月19日 | ISBN 978-4-08-892861-6 |               |                        |
| 16   | 2023年11月17日 | ISBN 978-4-08-892896-8 |               |                        |
| 17   | 2024年3月18日  | ISBN 978-4-08-893171-5 |               |                        |
| 18   | 2024年6月19日  | ISBN 978-4-08-893278-1 |               |                        |
| 19   | 2024年9月19日  | ISBN 978-4-08-893385-6 |               |                        |
| 20   | 2024年12月18日 | ISBN 978-4-08-893504-1 |               |                        |
| 21   | 2025年3月18日  | ISBN 978-4-08-893590-4 |               |                        |
| 22   | 2025年6月18日  | ISBN 978-4-08-893699-4 |               |                        |

## 迴響
截至2022年3月，累積發行逾100萬冊。
本作在下一部漫畫大獎2020中獲得第2名。動畫新聞網的尼可拉斯·杜普里（Nicholas Dupree）對於單行本第一集的評論中指出作品的標題可能只是噱頭，沒有任何作品可以真正描繪出100位在劇情中實際發揮作用的女孩，就像雖然《B型H系》的主角山田也宣稱要和一百人發生性關係，但該故事並未如此發展。儘管如此，杜普里還是表示自己真心希望這部作品能做到名實相符。

## 電視動畫
2023年3月13日，宣布將改編為電視動畫，並釋出首波視覺圖、主要製作團隊與主演聲優。6月30日，首个動畫預告片正式發佈，並宣布於2023年10月開播。旁白由上田祐司擔當。

### 製作人員
- 原作：中村力斗、野澤由纪子
- 導演：佐藤光
- 系列構成：青島崇
- 人物設定：矢野茜
- 動畫製作：Bibury Animation Studio

### 主題曲
第1季
片頭曲（第1話未使用，第12話作片尾曲）
主唱：花園羽香里（本渡楓）、院田唐音（富田美憂）、好本靜（長繩麻理亞）、榮逢凪乃（瀨戶麻沙美）、藥膳楠莉（朝井彩加），作詞：安藤紗紗，作曲、編曲：田淵智也、睦月周平、瀧澤俊輔（TRYTONELABO）、eba
片尾曲
 (第1—10話)
主唱：岬奈子，作詞：喜介，作曲：YAMATSU，編曲：
（第11話）
主唱：花園羽羽里（上坂菫），作詞：安藤紗紗，作曲、編曲：田淵智也、睦月周平、瀧澤俊輔（TRYTONELABO）、eba
第2季
片頭曲
主唱：戀太郎家族（花園羽香里（本渡楓）、院田唐音（富田美憂）、好本靜（長繩麻理亞）、榮逢凪乃（瀨戶麻沙美）、藥膳楠莉（朝井彩加）、花園羽羽里（上坂菫）、原賀胡桃（進藤天音）、銘戶芽衣（三森鈴子）、須藤育（高橋李依）、美杉美美美（Lynn）、華暮愛愛（高尾奏音），作詞：安藤紗紗，作曲、編曲：田淵智也、睦月周平、瀧澤俊輔（TRYTONELABO）、eba
片尾曲
（第13—15話）
主唱：原賀胡桃（進藤天音）、須藤育（高橋李依）、美杉美美美（Lynn）、華暮愛愛（高尾奏音），作詞：安藤紗紗，作曲、編曲：田淵智也、睦月周平、瀧澤俊輔（TRYTONELABO）、eba
Unmei?（第16—18話）
主唱：原賀胡桃（進藤天音）、銘戶芽衣（三森鈴子）、須藤育（高橋李依）、美杉美美美（Lynn）、華暮愛愛（高尾奏音），作詞：安藤紗紗，作曲、編曲：田淵智也、睦月周平、瀧澤俊輔（TRYTONELABO）、eba
插入曲（第19話）

主唱：花園羽香里（本渡楓），作詞：，作曲、編曲：宮澤樹生，作詞協力：中村力斗
Daybreak embers
主唱：院田唐音（富田美憂），作詞：Mitsu（TRYTONELABO），作曲、編曲：石垣遼真（TRYTONELABO），作詞協力：中村力斗

主唱：好本靜（長繩麻理亞），作詞：Mitsu（TRYTONELABO），作曲、編曲：大岩航（TRYTONELABO），作詞協力：中村力斗

主唱：榮逢凪乃（瀨戶麻沙美），作詞：，作曲、編曲：eba，作詞協力：中村力斗

主唱：藥膳楠莉（朝井彩加），作詞：（TRYTONELABO），作曲、編曲：大岩航（TRYTONELABO），作詞協力：中村力斗
drowning in deep love
主唱：花園羽羽里（上坂菫），作詞：Manami（TRYTONELABO），作曲、編曲：錦織孝宏（TRYTONELABO），作詞協力：中村力斗
HANGREED!!
主唱：原賀胡桃（進藤天音），作詞：日语：，作曲、編曲：宮澤樹生，作詞協力：中村力斗

主唱：銘戶芽衣（三森鈴子），作詞：eNu，作曲、編曲：設樂哲也，作詞協力：中村力斗

主唱：須藤育（高橋李依），作詞：eNu，作曲、編曲：馬渕直純，作詞協力：中村力斗

作詞：安藤紗紗，作曲、編曲：田淵智也、睦月周平、瀧澤俊輔（TRYTONELABO）、eba

主唱：花園羽羽里（上坂菫）、原賀胡桃（進藤天音），作詞：喜介，作曲：YAMATSU，編曲：

### 各話列表
| 話數   | 標題                                       | 劇本     | 分鏡                                      | 演出                       | 作畫監督                                                                 | 總作畫監督                   | 首播日期       |       |       |       |       |       |       |       |       |       |       |       |       |       |       |       |       |       |
| 第1季  | 第1季                                      | 第1季    | 第1季                                     | 第1季                      | 第1季                                                                    | 第1季                        | 第1季          | 第1季 | 第1季 | 第1季 | 第1季 | 第1季 | 第1季 | 第1季 | 第1季 | 第1季 | 第1季 | 第1季 | 第1季 | 第1季 | 第1季 | 第1季 | 第1季 | 第1季 |
| ------ | ------------------------------------------ | -------- | ----------------------------------------- | -------------------------- | ------------------------------------------------------------------------ | ---------------------------- | -------------- | ----- | ----- | ----- | ----- | ----- | ----- | ----- | ----- | ----- | ----- | ----- | ----- | ----- | ----- | ----- | ----- | ----- |
| 第1話  | 超超超超超喜歡你的 2個女朋友（還有98人）   | 青島崇   | 佐藤光  宮崎渚 （ 日语 ： 宮崎なぎさ） | 青木裕一朗                 | 館岡千明 西山實果 佐藤麻里那                                             | 矢野茜                       | 2023年 10月8日 |       |       |       |       |       |       |       |       |       |       |       |       |       |       |       |       |       |
| 第2話  | 第一次的啾                                 | 青島崇   | 吉田泰三                                  | 青木裕一朗                 | 館岡千明 西山實果 水崎健太                                               | 矢野茜                       | 10月15日       |       |       |       |       |       |       |       |       |       |       |       |       |       |       |       |       |       |
| 第3話  | 寡言的公主與騎士與武士                     | 山田靖智 | 五藤有树                                  | 五藤有树                   | 館岡千明 西山實果 水崎健太 五藤有樹                                      | 矢野茜                       | 10月22日       |       |       |       |       |       |       |       |       |       |       |       |       |       |       |       |       |       |
| 第4話  | 還以為是卿卿我我回                         | 山田靖智 | 清水聰                                    | 青木裕一朗                 | 館岡千明 西山實果 水崎健太                                               | 矢野茜                       | 10月29日       |       |       |       |       |       |       |       |       |       |       |       |       |       |       |       |       |       |
| 第5話  | 講求效率的女朋友                           | 鴻野貴光 | 山本隆太                                  | 熨斗谷充孝                 | 德川惠梨 GAONNURI Animation                                              | 矢野茜 神谷美也子            | 11月5日        |       |       |       |       |       |       |       |       |       |       |       |       |       |       |       |       |       |
| 第6話  | 大家最喜歡的泳裝回                         | 鴻野貴光 | 吉田泰三                                  | 平田貴大                   | 館岡千明 西山實果 水崎健太 佐藤麻里那 佐佐木幸惠                         | 矢野茜 神谷美也子            | 11月12日       |       |       |       |       |       |       |       |       |       |       |       |       |       |       |       |       |       |
| 第7話  | 初次見面的藥物少女                         | 山田靖智 | 清水聰                                    | 山本隆太                   | 館岡千明 西山實果 水崎健太                                               | 矢野茜 神谷美也子            | 11月19日       |       |       |       |       |       |       |       |       |       |       |       |       |       |       |       |       |       |
| 第8話  | 接吻殭屍♡大恐慌                            | 山田靖智 | 山本隆太 佐藤光                           | 山本隆太                   | 館岡千明 西山實果 櫻井木之實 杜偉峰 陳亮 鄰Animation                     | 矢野茜                       | 11月26日       |       |       |       |       |       |       |       |       |       |       |       |       |       |       |       |       |       |
| 第9話  | 賭上愛與靈魂的聖戰                         | 鸿野贵光 | 岛津裕行                                  | 神保昌登                   | 广富麻由 一居一平 大西贵子                                               | 矢野茜 神谷美也子            | 12月3日        |       |       |       |       |       |       |       |       |       |       |       |       |       |       |       |       |       |
| 第10話 | 不可能的愛情任務                           | 青島崇   | 平田貴大                                  | 平田貴大                   | 館岡千明 西山實果 水崎健太 佐藤麻里那                                    | 矢野茜 佐藤麻里那            | 12月10日       |       |       |       |       |       |       |       |       |       |       |       |       |       |       |       |       |       |
| 第11話 | 就算要犧牲這條命                           | 青島崇   | 佐藤卓哉                                  | 宮田政典                   | 館岡千明 西山實果 水崎健太 佐藤麻里那                                    | 矢野茜 神谷美也子 佐藤麻里那 | 12月17日       |       |       |       |       |       |       |       |       |       |       |       |       |       |       |       |       |       |
| 第12話 | 超超超超超喜歡你的 100個女朋友（還有94人） | 青島崇   | 宮崎渚                                    | 青木裕一朗                 | 館岡千明 西山實果 水崎健太 佐藤麻里那                                    | 矢野茜 神谷美也子            | 12月24日       |       |       |       |       |       |       |       |       |       |       |       |       |       |       |       |       |       |
| 第2季  |                                            |          |                                           |                            |                                                                          |                              |                |       |       |       |       |       |       |       |       |       |       |       |       |       |       |       |       |       |
| 第13話 | 她的名字。                                 | 青島崇   | 吉田泰三                                  | 青木裕一朗                 | 館岡千明 西山實果 水崎健太                                               | 矢野茜                       | 2025年 1月12日 |       |       |       |       |       |       |       |       |       |       |       |       |       |       |       |       |       |
| 第14話 | 開幕！激鬥！分出勝負！美食戰鬥嘉年華       | 青島崇   | 吉田泰三                                  | 青木裕一朗                 | 館岡千明 西山實果 水崎健太                                               | 矢野茜                       | 1月19日        |       |       |       |       |       |       |       |       |       |       |       |       |       |       |       |       |       |
| 第15話 | 女僕看得見嗎？                             | 山田靖智 | 宮崎渚                                    | 山本隆太                   | 館岡千明 西山實果 水崎健太 古川三郎                                      | 矢野茜                       | 1月26日        |       |       |       |       |       |       |       |       |       |       |       |       |       |       |       |       |       |
| 第16話 | 濕濕女僕派對                               | 山田靖智 | 青柳隆平                                  | 平田貴大                   | 館岡千明 西山實果                                                        | 矢野茜                       | 2月2日         |       |       |       |       |       |       |       |       |       |       |       |       |       |       |       |       |       |
| 第17話 | 運動员通常是被虐狂                         | 鴻野貴光 | 佐藤光                                    | 佐藤光                     | 舘岡千明 西山實果 澀谷頌一 野元愛                                        | 矢野茜                       | 2月9日         |       |       |       |       |       |       |       |       |       |       |       |       |       |       |       |       |       |
| 第18話 | 向妳的全壘打發誓                           | 鴻野貴光 | 吉田泰三                                  | 山本隆太                   | 西山實果 水崎健太                                                        | 矢野茜                       | 2月16日        |       |       |       |       |       |       |       |       |       |       |       |       |       |       |       |       |       |
| 第19話 | 卡拉OK・危機                               | 山田靖智 | 清水聰                                    | 青木裕一朗                 | 西山實果 澀谷頌一 野元愛 三澤聖矢                                        | 矢野茜 館岡千明              | 2月23日        |       |       |       |       |       |       |       |       |       |       |       |       |       |       |       |       |       |
| 第20話 | 美麗的東西                                 | 山田靖智 | 清水聰                                    | 山本隆太                   | 澀谷頌一 野元愛 水崎健太 葉昌 陳丹 吳遠誌 蔣杭岑 五角 方滿 王家梁 王潤雨 | 矢野茜 館岡千明              | 3月2日         |       |       |       |       |       |       |       |       |       |       |       |       |       |       |       |       |       |
| 第21話 | 只有头髮知道的世界                         | 鴻野貴光 | 佐野隆史                                  | 青木裕一朗                 | 西山實果 野元愛 水崎健太 王瑞浩                                          | 矢野茜 館岡千明              | 3月9日         |       |       |       |       |       |       |       |       |       |       |       |       |       |       |       |       |       |
| 第22話 | 捉迷藏男孩遇見女孩                         | 鴻野貴光 | 青柳隆平                                  | 佐藤光 山本隆太 青木裕一朗 | 西山實果 澀谷頌一 野元愛 水崎健太                                        | 矢野茜 館岡千明              | 3月16日        |       |       |       |       |       |       |       |       |       |       |       |       |       |       |       |       |       |
| 第23話 | 失去的傲嬌                                 | 青島崇   | 宮崎渚 佐藤光                             | 飯野健太郎                 | 西山實果 澀谷頌一 奧山裕也 細田沙織                                      | 矢野茜 館岡千明              | 3月23日        |       |       |       |       |       |       |       |       |       |       |       |       |       |       |       |       |       |
| 第24話 | 超超超超超喜歡你的 100個女朋友（還有89人） | 青島崇   | 吉田泰三                                  | 山本隆太                   | 西山實果 澀谷頌一 野元愛 水崎健太 三澤聖矢                               | 矢野茜 館岡千明              | 3月30日        |       |       |       |       |       |       |       |       |       |       |       |       |       |       |       |       |       |

### 播放平台
| 播映地區 | 播映平台                 | 播映日期                | 播映時間              | 備註   |
| 第1季    | 第1季                    | 第1季                   | 第1季                 | 第1季  |
| -------- | ------------------------ | ----------------------- | --------------------- | ------ |
| 台灣     | 巴哈姆特動畫瘋           | 2023年10月8日－12月24日 | 星期日 22:00（UTC+8） |        |
| 台灣     | Muse木棉花-TW（YouTube） | 2023年10月8日－12月24日 | 星期日 22:00（UTC+8） | [ 77 ] |
| 台灣     | KKTV                     | 2023年10月8日－12月24日 | 星期日 22:00（UTC+8） |        |
| 台灣     | LINE TV                  | 2023年10月8日－12月24日 | 星期日 22:00（UTC+8） |        |
| 台灣     | LiTV 線上影視            | 2023年10月8日－12月24日 | 星期日 22:00（UTC+8） |        |
| 台灣     | Ofiii 歐飛               | 2023年10月8日－12月24日 | 星期日 22:00（UTC+8） |        |
| 台灣     | friDay影音               | 2023年10月8日－12月24日 | 星期日 22:00（UTC+8） |        |
| 台灣     | MyVideo                  | 2023年10月8日－12月24日 | 星期日 22:00（UTC+8） |        |
| 台灣     | Hami Video               | 2023年10月8日－12月24日 | 星期日 22:00（UTC+8） |        |
| 台灣     | 中華電信MOD              | 2023年10月8日－12月24日 | 星期日 22:00（UTC+8） |        |
| 台灣     | 中嘉bb寬頻.bbTV          | 2023年10月8日－12月24日 | 星期日 22:00（UTC+8） |        |
| 台灣     | CATCHPLAY+               | 2023年10月8日－12月24日 | 星期日 22:00（UTC+8） |        |
| 香港     | Viu OTT                  | 2023年10月8日－12月24日 | 星期日 22:00（UTC+8） | [ 78 ] |
| 香港     | Viu 頻道自選服務         | 2023年10月8日－12月24日 | 星期日 22:00（UTC+8） |        |
| 香港     | 巴哈姆特動畫瘋           | 2023年10月8日－12月24日 | 星期日 22:00（UTC+8） |        |
| 第2季    |                          |                         |                       |        |
| 台灣     | 巴哈姆特動畫瘋           | 2025年1月12日－3月30日  | 星期日 22:00（UTC+8） |        |
| 台灣     | Muse木棉花-TW（YouTube） | 2025年1月12日－3月30日  | 星期日 22:00（UTC+8） |        |
| 台灣     | KKTV                     | 2025年1月12日－3月30日  | 星期日 22:00（UTC+8） |        |
| 台灣     | LINE TV                  | 2025年1月12日－3月30日  | 星期日 22:00（UTC+8） |        |
| 台灣     | LiTV 線上影視            | 2025年1月12日－3月30日  | 星期日 22:00（UTC+8） |        |
| 台灣     | Ofiii 歐飛               | 2025年1月12日－3月30日  | 星期日 22:00（UTC+8） |        |
| 台灣     | friDay影音               | 2025年1月12日－3月30日  | 星期日 22:00（UTC+8） |        |
| 台灣     | MyVideo                  | 2025年1月12日－3月30日  | 星期日 22:00（UTC+8） |        |
| 台灣     | Hami Video               | 2025年1月12日－3月30日  | 星期日 22:00（UTC+8） |        |
| 台灣     | 中華電信MOD              | 2025年1月12日－3月30日  | 星期日 22:00（UTC+8） |        |
| 台灣     | 中嘉bb寬頻.bbTV          | 2025年1月12日－3月30日  | 星期日 22:00（UTC+8） |        |
| 台灣     | CATCHPLAY+               | 2025年1月12日－3月30日  | 星期日 22:00（UTC+8） |        |
| 香港     | Viu OTT                  | 2025年1月12日－3月30日  | 星期日 22:00（UTC+8） |        |
| 香港     | 巴哈姆特動畫瘋           | 2025年1月12日－3月30日  | 星期日 22:00（UTC+8） |        |

### BD
| 卷數  | 發售日期           | 收錄話數      | 規格編號  |
| 第1季 | 第1季              | 第1季         | 第1季     |
| ----- | ------------------ | ------------- | --------- |
| 1     | 2024年3月27日      | 第1話—第2話   | BCXA-1883 |
| 2     | 2024年4月26日      | 第3話—第4話   | BCXA-1884 |
| 3     | 2024年5月29日      | 第5話—第6話   | BCXA-1885 |
| 4     | 2024年6月26日      | 第7話—第8話   | BCXA-1886 |
| 5     | 2024年7月24日      | 第9話—第10話  | BCXA-1887 |
| 6     | 2024年8月28日      | 第11話—第12話 | BCXA-1888 |
| 第2季 |                    |               |           |
| 1     | 2025年5月28日      | 第13話—第14話 | BCXA-1889 |
| 2     | 2025年6月25日      | 第15話—第16話 | BCXA-1890 |
| 3     | 2025年7月30日      | 第17話—第18話 | BCXA-1891 |
| 4     | 2025年8月27日預定  | 第19話—第20話 | BCXA-1892 |
| 5     | 2025年9月24日預定  | 第21話—第22話 | BCXA-1893 |
| 6     | 2025年10月29日預定 | 第23話—第24話 | BCXA-1894 |

## 成就
2025年3月30日播出的动漫第24话（第二季最终话）中，爱城恋太郎对11名女主角的表白（“爱的演说”）被吉尼斯世界纪录认证为“日语动画中最长的台词”，用平假名表示共计7453字，以原速播放总长超11分钟。6月25日，恋太郎的配音员加藤涉被授予认证书。

## 外部連結
- 漫畫連載網站 - 週刊Young Jump（日語）
- 漫畫連載網站 - 少年Jump+（日語）
- 超超超超超喜歡你的100個女朋友的X（前Twitter）（日語）
- 電視動畫官方網站（日語）
- 電視動畫官方推特